# Пхукхун

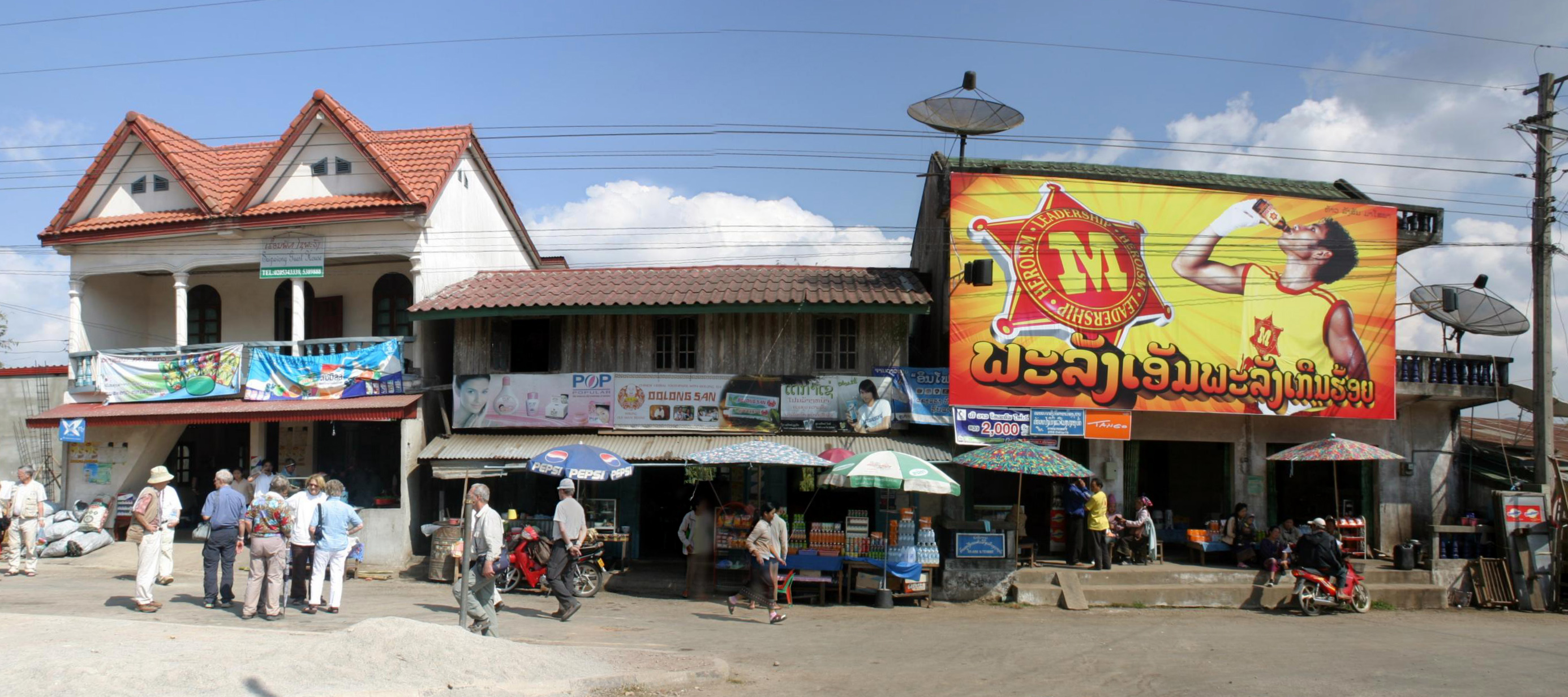
Пхукхун

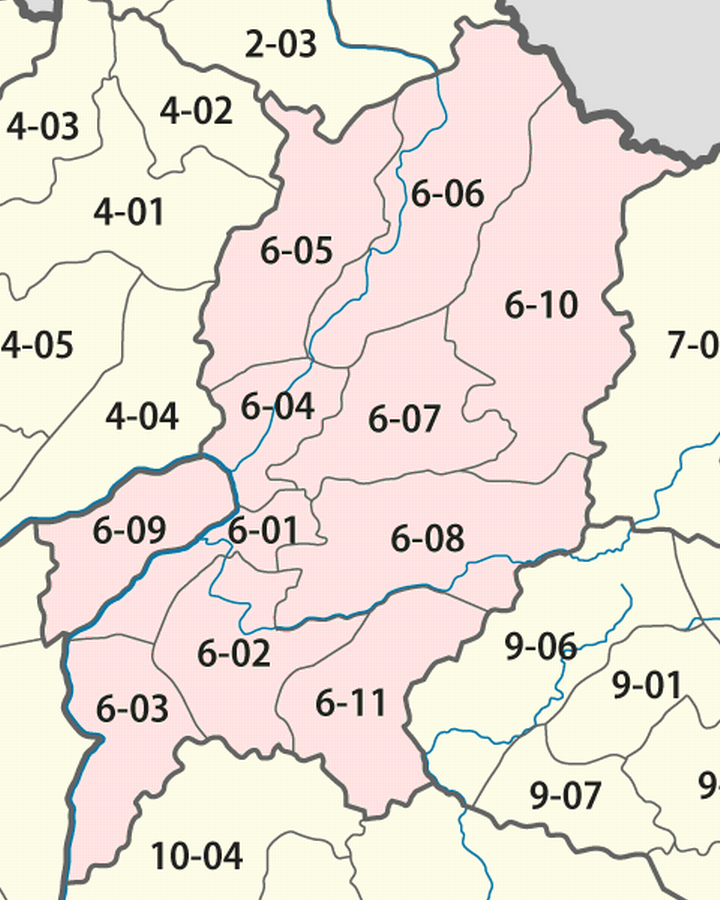
Число 6-11

Пхукхун — один з районів (лаос. ເມືອງ муанг) провінції Луанг-Прабанг, Лаос.